# Palazzo Giovanni Francesco Balbi

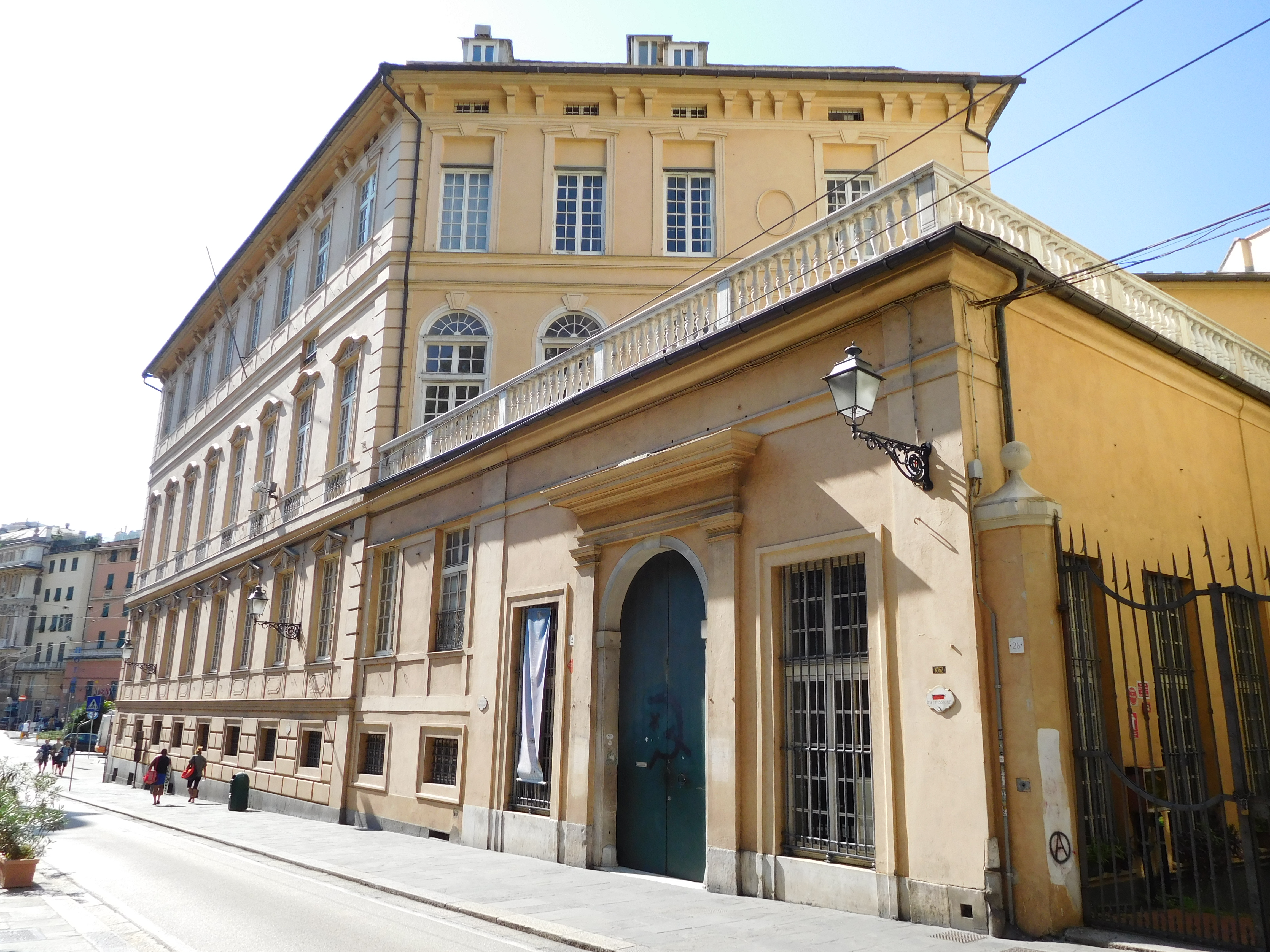
Blick nach Osten, entlang der Via Balbi

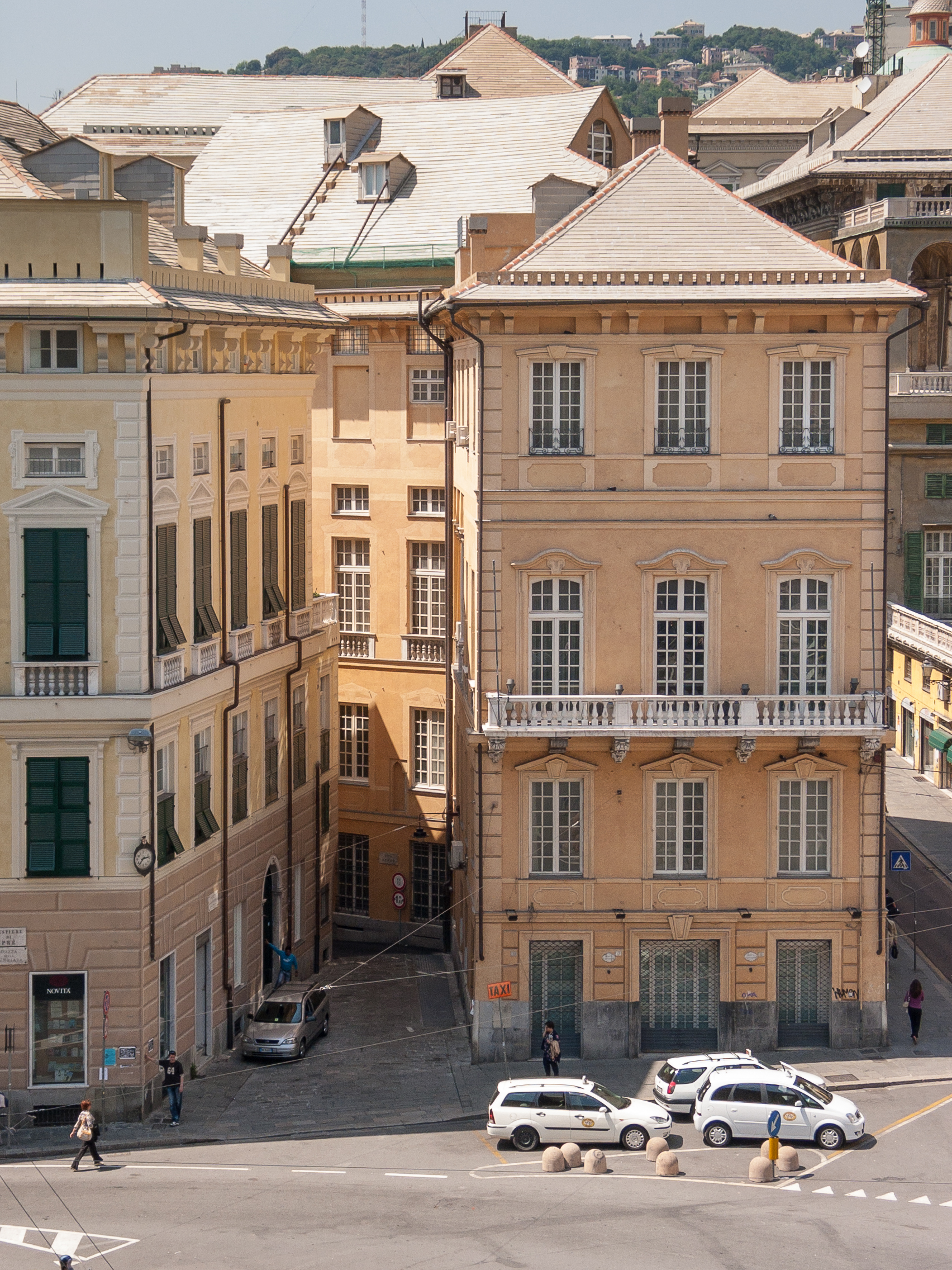
Fassade zur Piazza della Nunziata

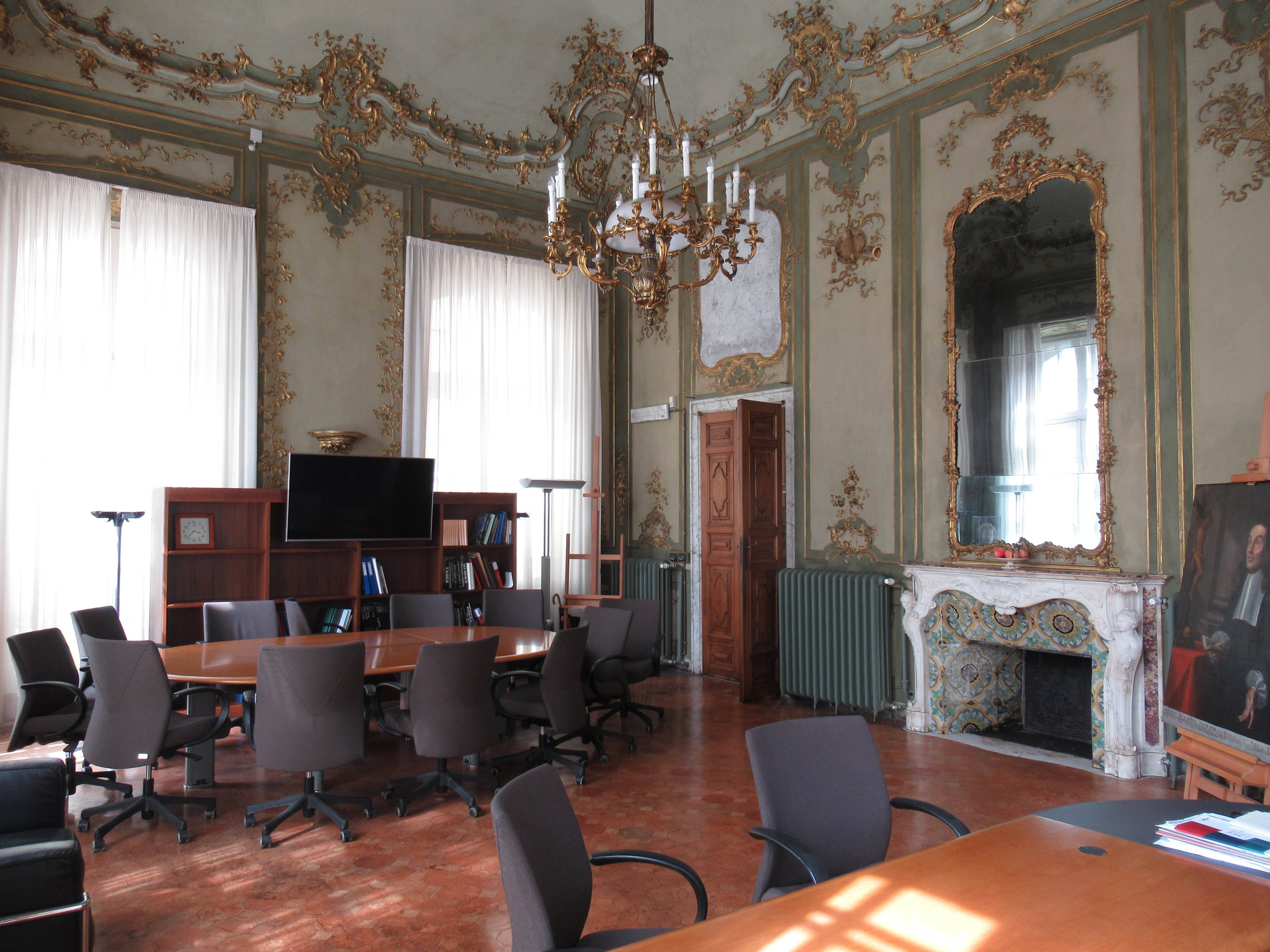
Seitens der Universität genutzter Raum

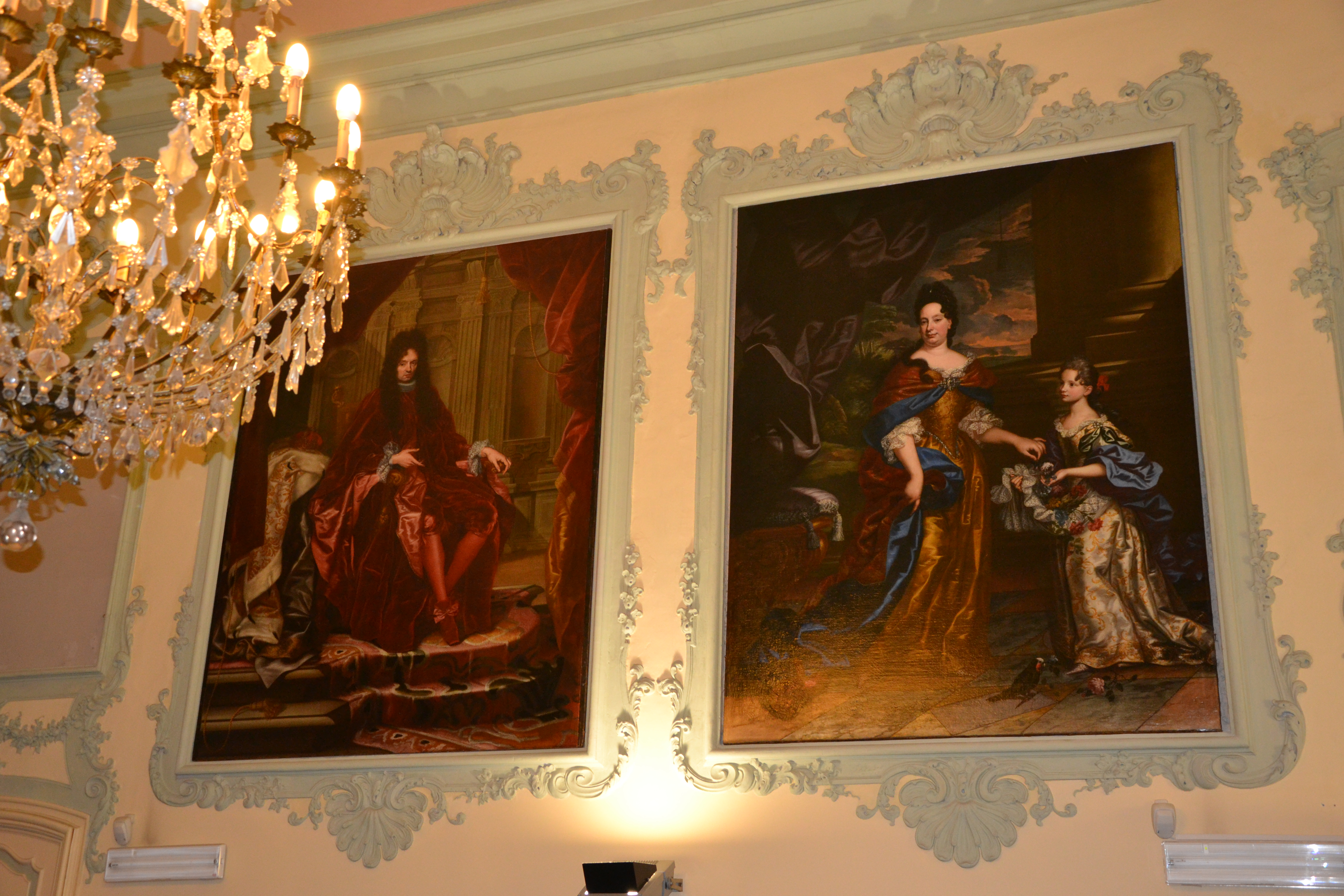
Doge Giovanni Battista Cattaneo della Volta und eine Dame des Hauses Cattaneo mit ihrer Tochter, beide von Giovanni Enrico Vaymer

Der Palazzo Giovanni Francesco Balbi ist ein Stadtpalast in Genua, der Teil des Welterbes der UNESCO „Genoa: Le Strade Nuove and the system of the Palazzi dei Rolli“ (deutsch: Genua: Le Strade Nuove und die Palazzi dei Rolli) ist. Das Gebäude liegt in der Via Balbi 2.

## Geografische Lage
Der Palazzo Giovanni Francesco Balbi befindet sich an der Ecke von Via Balbi und der Via delle Fontane, die dort auf der Piazza della Nunziata zusammentreffen. Die nur dreiachsige Schmalseite des Gebäudes ist auf diesen Platz ausgerichtet. Der Palazzo liegt an der Südseite der Via Balbi. Damit wies das Baugrundstück in die Tiefe ein Gefälle Richtung Küste auf.

## Geschichte
Der Palazzo Giovanni Francesco Balbi ist der Stammsitz der Familie Balbi. Er gehörte Nicolò Balbi, wurde von dessen Sohn, Giovanni Francesco Balbi, vergrößert, der in den ursprünglichen Kern angrenzende Gebäude einbezog.
Als einer der Palazzi dei Rolli war er in den Rolli von 1588 bis 1664 eingetragen. Nach deren Klassifizierung, den „bussoli“, zählte er zu verschiedenen Klassen (zu den Einzelheiten dieser Eintragungen vergleiche hier).
Zu Beginn des 17. Jahrhunderts wurde der Palazzo von Francescos Sohn, Stefano Balbi, weiter ausgebaut. Da Teile des Gebäudes der Anlage der Via Balbi im Weg standen, mussten sie abgerissen werden und der Palazzo erhielt eine neue Fassade zur Straße hin. 1664 befand er sich noch im Eigentum der Familie Balbi, ging aber als Erbe später an die Familie Cattaneo della Volta über, die im 18. Jahrhundert den Architekten Gregorio Pettondi beauftragte, die Fassade und das Innere zeitgemäß zu stuckieren.
Ende der 1930er Jahre erwarb die Versicherungsgesellschaft Levante das Gebäude. Während des Zweiten Weltkriegs wurde das Dach zerstört und der Palazzo erheblich beschädigt. Der Wiederaufbau wurde von 1947 bis 1949 von Luigi Carlo Daneri durchgeführt und war in weiten Teilen eine denkmalpflegerische Wiederherstellung. 2001 kaufte die Universität Genua das Gebäude und brachte dort Büro- und Unterrichtsräume der geisteswissenschaftlichen Fakultät unter.

## Galerie
Der Salon des Piano nobile, heute die Aula Magna der Fakultät für Geisteswissenschaften, beherbergt die Reste der Gemäldegalerie, die die Familie Cattaneo für ihre Residenz zusammenstellte. Die historische Gemäldegalerie beherbergte eine bedeutende Sammlung von Werken aus dem 18. Jahrhundert, die 1997 während Renovierungsarbeiten gestohlen wurde. Einige Gemälde konnten später wieder aufgefunden, an ihren ursprünglichen Standort zurückgebracht und dort seit 2009 wieder gezeigt werden. Dazu gehören:
- Ein Porträt des Dogen Giovanni Battista Cattaneo della Volta (1691–1693), gemalt von Giovanni Enrico Vaymer. Es zeigt den Dogen während der Wahlzeremonie, gekleidet in die rote Samtrobe und flankiert von den Symbolen der Macht.
- Porträt einer Dame des Hauses Cattaneo mit ihrer Tochter, ebenfalls von Giovanni Enrico Vaymer.
- Porträt des Dogen Nicolò Cattaneo della Volta (1736–1738).
- Porträt des Dogen Cesare Cattaneo della Volta (1748–1750), Bruder von Nicolò, von Pellegro Parodi.